# Biing!

Экран офис в 1 день игры.

Biing!: Sex, Intrigue and Scalpels — компьютерная игра в жанре эротический экономический симулятор об управлении больницей в реальном времени, выпущенная германской компанией reLINE Software в 1995 году.
Распространён перевод на русский язык сделанный компанией «Седьмой волк мультимедиа».

## Сюжет
Цель игры — создать и развивать собственную больницу (в локализации от «Седьмой волк мультимедиа» называется «Мемориял Мозгодол»). Для этого необходимо на рынке недвижимости арендовать (или купить) участки земли на которых разместить помещения: приёмная, комната ожидания, кабинеты терапевта, стоматолога, невролога, патологоанатома, операционную, банк крови и органов, кабинет интенсивной терапии, палаты, палаты для нервнобольных, камеру пыток, склад, гараж, кухню, клуб-столовую, гольф-клуб. Нанять персонал: медсёстры, терапевт, хирург, стоматолог, патологоанатом, кладовщик, повар, механик-водитель, вышибала. Кабинеты будет необходимо оснащать по требованию врачей (приобретение мебели нужно производить без подсказок). Деньги нужно заработать путем лечения пациентов и предъявления им счетов. Игрок сам выбирает метод лечения из предложенных врачом. Для привлечения клиентов можно рекламировать больницу, отправляя мальчика на побегушках. Новости о конкурентах можно прочитать в газете «Сырные Листки», лежащей на столе директора. В большинстве кабинетов, если щёлкнуть мышкой по рисунку медсестры, то обычная картинка сменится на эротическую.
Следует обращать внимание на то, что по истечении каждого игрового дня оплачиваются счета за аренду земли и помещений. Если денег не хватило, то игра заканчивается рисунком самоубийства на помойке. Ежедневно меняется плакат в кабинете директора. Предусмотрено сохранение игры в любой момент.

## Варианты игры
Первоначально игра была выпущена на 19 дискетах 3.5″. В вышедшей несколько месяцев спустя версии на компакт-диске произошли некоторые незначительные изменения. Рейтинг больниц по показателю среднего размера бюста медсестры перестал влиять на мнение пациентов. Были удалены некоторые эротические версии рисунков медсестёр, в частности в гольф-клубе (в первой версии медсестра сидит с раздвинутыми ногами, во второй — стоит).

## Восприятие критикой
Журнал Amiga Joker объявил программу лучшей игрой 1995 года и лучшим симулятором 1995 года (по результатам голосования читателей журнала).
| Иноязычные издания | Иноязычные издания | Иноязычные издания |
| Издание            | Оценка             | Оценка             |
| Издание            | Amiga              | DOS                |
| ------------------ | ------------------ | ------------------ |
| Amiga Joker        | 86 %               |                    |
| Power Play         |                    | 72 %               |
| Amiga Games        | 87 %               |                    |
| Play Time          | 89 %               | 87 %               |
| Amiga-Magazin      | 89 %               |                    |
| PC Joker           |                    | 79 %               |
| PC Games           |                    | 87 %               |
| PC Player          |                    | 63 %               |
| Playtime: „Star“   |                    | 89 %               |
| HonestGamers       |                    | 70 %               |

## Biing 2
В 1999 году reLINE выпустил эротический экономический симулятор Biing 2, в котором нужно управлять курортом. Распространены переводы на русский язык сделанные компаниями «Седьмой волк мультимедиа» и «GSC Game World».